# Line Kyed Knudsen

Line Kyed Knudsen (født 12. november 1971 i Gentofte) er en dansk forfatter. Hun er uddannet cand.merc.hrm. fra Handelshøjskolen i København. Line Kyed Knudsen debuterede i 2003 med første bind i fantasytrilogien ”Pigerne fra Nordsletten” for de 7-12-årige. Hun har skrevet ca. 50 børne- og ungdomsbøger.

### Alle værker
- Pigerne fra Nordsletten, Gyldendals forlag 2003
- Stjernekys, Gyldendals forlag 2004
- Pigerne fra Nordsletten og heksene, Gyldendals forlag 2005
- Pigerne fra Nordsletten og rejsen, Gyldendals forlag 2006
- Lyden af vinger, Gyldendals forlag 2006
- Sangen fra hjertet, Gyldendals forlag 2009
- Fødselsdagen (Stella 1), Gyldendals forlag 2010
- Sugemærket (Stella 2), Gyldendals forlag 2010
- Stjernenykkerne (Stella 3), Gyldendals forlag 2010
- Kæresten (Stella 4), Gyldendals forlag 2011
- Stripdansen (Stella 5), Gyldendals forlag 2011
- Drømmeprinsen (Stella 6), Gyldendals forlag 2011
- Sydhavsprinsessen, Gyldendals forlag 2011
- Hjerteveninder (K for Klara 1), Forlaget Carlsen 2012
- Havets helte (Storm 1), Gyldendals forlag 2012
- Skypumpen (Storm 2), Gyldendals forlag 2012
- Mig og Alexander (elsker, elsker ikke 1), Forlaget Carlsen 2012
- Dæmonen, Forlaget Carlsen 2012
- Vil du være min kæreste? (K for Klara 2), Forlaget Carlsen 2012
- Pigen på loftet, (Hjemsøgt 1), Gyldendals forlag 2013
- Den døde skov, (Hjemsøgt 2), Gyldendals forlag 2013
- Mig og Marco (Elsker, elsker ikke 2), Forlaget Carlsen 2013
- Mig og Jonas (Elsker, elsker ikke 3), Forlaget Carlsen 2013
- Kys mig nu! (K for Klara 3), Forlaget Carlsen 2013
- Sove hos Malou (K for Klara 4), Forlaget Carlsen 2013
- Alle for én! (K for Klara 5), Forlaget Carlsen 2013
- Penge fra en rocker (2620#1), Gyldendals forlag 2013
- Nyt nummer (Funky 1), Alineas forlag 2013
- Totalt sejt (Funky 2), Alineas forlag 2013
- Orkanens øje (Storm 3), Gyldendals forlag 2013
- Mig og Christian (Elsker, elsker ikke 4), Forlaget Carlsen 2013
- Så er der krig (K for Klara 6), Forlaget Carlsen 2014
- Og vinderen er… (Funky 3), Alineas forlag 2014
- Kidnapningen (2620#2), Gyldendals forlag 2014
- En grå heks, Alineas forlag 2014
- Forladt, Forlaget Carlsen 2014
- Synd for dig (K for Klara 7), Forlaget Carlsen 2014
- Mission slik, Forlaget Carlsen 2014
- Hvem vil lege med Gustav, Forlaget Carlsen 2014
- Farligt frikvarter, Forlaget Carlsen 2014
- Den nye klub (K for Klara 8), Forlaget Carlsen 2014
- Marius fanger dyr, Forlaget Carlsen
- Marius i junglen, Forlaget Carlsen 2014
- Heksens forbandelse, Forlaget Carlsen 2015
- Er vi venner? (K for Klara 11), Forlaget Carlsen 2015
- Viola og veninderne, billedbog, Forlaget Carlsen 2015
- Djævlekulten (Hjemsøgt 3), Gyldendals forlag 2015
- Stjernepigen (K for Klara 10), Forlaget Carlsen 2015
- De døde vågner (Hvidt støv 1), Gyldendals forlag 2015
- Vilde Vilma, ung PS, Alineas forlag 2015
- Lejrskolen (K for Klara 9), Forlaget Carlsen 2015
- Rideturen (K for Klara 12), Forlaget Carlsen 2016
- Er her nogen? (K for Klara 13), Forlaget Carlsen 2016
- Himlen brænder (Hvidt støv 2), Gyldendals forlag 2016
- Alexander bliver vred, billedbog, Forlaget Carlsen 2016
- Liv og Emma på cykeltur, Forlaget Carlsen 2016
- Liv får en hund, Forlaget Carlsen 2016
- Er jeg tyk, mor? (K for Klara 14), Forlaget Carlsen 2017
- Forbudt foto (K for Klara 15), Forlaget Carlsen 2017
- Helt perfekt (K for Klara 16), Forlaget Carlsen 2017
- Bare for sjov (K for Klara 17), Forlaget Carlsen 2017
- Min egen bog (K for Klara), Forlaget Carlsen 2017
- Rejsen til SELU (Hvidt støv 3), Gyldendals forlag 2017
- Heksenes kamp, Forlaget Carlsen 2017
- Dragekongen (Pigerne fra Nordsletten 5), Gyldendals forlag 2017
- Liv og Emma sover sammen, Forlaget Carlsen 2018
- Liv og Emma holder fødselsdag, Forlaget Carlsen 2018
- Uvenner for evigt (K for Klara 18), Forlaget Carlsen 2018
- Er du forelsket? (K for Klara 19), Forlaget Carlsen 2018
- Jeg vil kun lege med Sofia (Alberte i børnehave 1), Forlaget Carlsen 2018
- En dum dag (Alberte i børnehave 2), Forlaget Carlsen 2018
- Hvem er mest populær? (K for Klara 20), Forlaget Carlsen"[3]
- Den store fuglefest (Naja Münster 1), Forlaget Carlsen 2019
- En temmelig tosset telttur (Naja Münster 2), Forlaget Carlsen 2019
- De sidste zone (Jorden under os 1), Gyldendals forlag 2019
- Ferie, fjender og flødeskum (Naja Münster 3), Forlaget Carlsen 2020
- Det store snemonster (Naja Münster 4), Forlaget Carlsen 2020
- Jeg er bange!, (Alberte i børnehave, 5), Carlsen, 2021.

## Line Kyed Knudsen privat
Line Kyed Knudsen er opvokset i Albertslund og uddannet Cand.merc.hrm med speciale i kreativ ledelse fra Copenhagen Business School. Tidligere arbejde inkluderer tekstforfatter på et reklamebureau, restaurantchef på Jensens Bøfhus  og som skriveunderviser, men har siden 2012 skrevet bøger.
Line Kyed Knudsen er gift med pædagog Janik la Cour og har to børn og en steddatter.

## Priser og legater
- Arbejdslegater fra Kunstfonden i 2012, 2014, 2015, 2017, 2018 og 2019
- Vinder af Orlaprisen 2017 i kategorien “bedste karakter” med bogen ”Er vi venner?”
- Finalist til Orlaprisen 2015 med bogen ”Alle for én!”
- Nomineret til Orlaprisen 2013 med bogen ”Drømmeprinsen”
- Nomineret til Bogslugerprisen 2013 med bogen ”Mig og Alexander”
- Hæderspris: Gyldendals pippipræmie 2007